# Oneria
Oneria is een geslacht van zeesterren uit de familie Ophidiasteridae.				

## Soort
- Oneria tasmanensis Rowe, 1981